# Rikidōzan
Cet article concerne le catcheur. Pour le film, voir Rikidozan.
Mitsuhiro Momota (百田 光浩, Momota Mitsuhiro), né Kim Sin-nak (김신락) le 14 novembre 1924 et mort le 15 décembre 1963, est un lutteur de sumo, un catcheur (lutteur professionnel), un promoteur et entraîneur de catch ainsi qu'un acteur japonais mieux connu sous son nom de lutteur Rikidōzan (japonais : 力道山, coréen : 역도산). 
Lutteur de sumo depuis ses 15 ans, il arrête sa carrière dans ce sport en septembre 1950 car il ne peut pas devenir un yokozuna à cause de ses origines coréennes. Il devient catcheur en 1952 puis promoteur de catch et fonde la Japan Wrestling Association (en) (JWA) en 1953. Au sein de cette fédération il y affronte la plupart des catcheurs américains célèbres de l'époque. Surnommé le « père du Puroresu », il popularise le catch au Japon entraîne de nombreux catcheurs dont Giant Baba et Antonio Inoki. Il est aussi acteur dans plusieurs films. Le 8 décembre 1963, un yakuza le poignarde et il meurt une semaine plus tard.
Il est membre à titre posthume du Wrestling Observer Newsletter Hall of Fame depuis 1996, du Professional Wrestling Hall of Fame and Museum depuis 2006, du Hall of Fame de la National Wrestling Alliance et la World Wrestling Entertainment l'intègre dans la promotion du Legacy award en 2017.
Rikidozan est considéré comme un héros national en Corée du Nord.

## Biographie

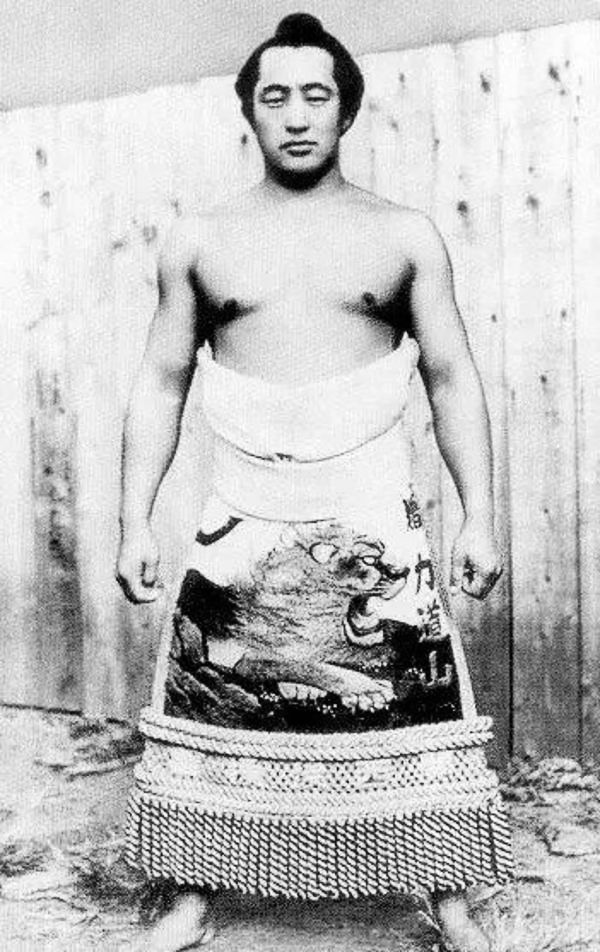
Rikidōzan en tant que Sekiwake en 1949.

### Enfance et carrière de sumo
Rikidōzan est né à Hongwon (en), dans le Hamgyong du Sud en Corée alors occupée par le Japon le 14 novembre 1924 sous le nom coréen de Kim Sin-nak (김신락). Il est ensuite adopté par un fermier membre de la famille Momota vivant dans la Préfecture de Nagasaki au Japon. 
Face à la discrimination dont souffrent les Coréens au Japon, il change son nom en Mitsuhiro Momota et cache ses origines coréennes. Il est ensuite entraîné pour devenir sumotori et commence sa carrière à l'âge de 15 ans en 1940. Il part pour Tōkyō et prend alors le shikona (nom de lutteur) de Rikidōzan, travaille au sein de plusieurs prestigieuses équipes de sumo dont l'équipe Nishonoseki (en). 
En 1949, il devient sekiwake, mais, malgré sa popularité, met brusquement fin à sa carrière de sumotori environ deux ans plus tard avant même de devenir yokozuna ; ce départ peut être expliqué par des tensions avec les membres de l'équipe, des raisons financières ou une discrimination due à ses origines coréennes,. Il continue néanmoins à s'entraîner et rencontre Masutatsu Ōyama, le fondateur du kyokushinkai.
Après avoir mis fin à sa carrière de sumo, il devient vendeur de matériel et de véhicules que les militaires américains ont laissé à la suite de la Guerre de Corée.

### Carrière de catcheur
En 1951, le catcheur  Bobby Bruns propose à Mitsuhiro Momota de participer à une tournée de catcheurs américain au Japon. Momota s'entraîne pendant un mois avant de d'affronter Bruns pour ses débuts le 28 octobre,. Rikidōzan se présente alors comme un héros national, effectuant une série de victoires face à des catcheurs américains,. Il devient grâce à cela très populaire auprès des Japonais. Il part à Hawaï avec Bruns et y gagne son premier titre, le titre par équipe de la NWA Hawaï. Il participe ensuite à plus de 260 matchs en en perdant seulement 5.
Il retourne au Japon en 1953 et y fonde la première fédération de catch du pays, la Nihon Puroresu Kyōkai (日本プロレス協会, Japan Pro Wrestling Alliance, appelée également Japan Wrestling Association) qui est affiliée à la National Wrestling Alliance et à laquelle participent d'anciens sumotoris ou d'anciens judokas,,. Il y entraîne notamment Antonio Inoki et Shōhei Baba. La première représentation de la fédération a lieu les 19 et 20 février 1954 où il fait équipe avec le judoka Masahiko Kimura pour battre une équipe américaine, les Sharpe Brothers qui jouent le rôle des vilains. Le spectacle, qui voit donc « les japonais battre les américains », se déroule en public et est également diffusé en direct à la télévision japonaise. Le 22 décembre 1954, se tient le « Duel du siècle » où Rikidōzan bat Masahiko Kimura pour le titre de Champion poids lourd japonais,. Ce match choque le public, notamment à cause de la défaite de la légende du judo, et incitera même des yakuzas à souhaiter la mort de Rikidōzan.

### Mort
Le 8 décembre 1963, alors qu'il se trouvait dans une boîte de nuit à Tōkyō, dans le quartier d’Akasaka, Rikidōzan est poignardé à l'abdomen par le yakuza Katsuji Murata appartenant à l'organisation criminelle Sumiyoshi-ikka affilié au Sumiyoshi-rengo. Selon les témoignages, Rikidōzan, après avoir jeté Murata dehors, continua à faire la fête et refusa d'être soigné. D'autres disent qu'il a été conduit à l'hôpital et vu par un médecin qui lui a dit que sa blessure n'était pas grave. Il décède une semaine plus tard des suites d'une péritonite à l'âge de 39 ans.
Il avait deux fils, Yoshihiro Momota et Mitsuo Momota. Ce dernier a commencé une carrière de catcheur en 1970 et a travaillé à la All Japan Pro Wrestling et à la Pro Wrestling NOAH.

## Dans la culture populaire

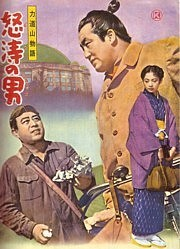
Affiche du film Rikidōzan monogatari dotō no otoko dans lequel joue Rikidōzan en 1955.

Rikidōzan apparaît dans 29 films dont Otsukisama ni wa warui kedo (お月様には悪いけど) de Kiyoshi Horīke sorti en 1954, Yagate aozora (やがて青空) de Motoyoshi Oda et Rikidōzan monogatari dotō no otoko (力道山物語　怒濤の男) de Kenjirō Morinaga sortis en 1955 et dans lesquels il joue son propre rôle.
En 2004, est sorti le film Rikidozan (역도산, Yeokdosan) réalisé par le coréen Song Hae-sung, retraçant son histoire, avec Sol Kyung-gu dans le rôle du catcheur.

## Palmarès et récompenses
- Japan Pro Wrestling Alliance (en)
  - 4 fois JWA All Asia Tag Team Champion avec Toyonobori en 1960, 1962 et 1963[20]
  - 1 fois JWA All Japan Tag Team Champion avec Toyonobori[21]
  - 1 fois JWA All Asia Heavyweight Champion en 1955[22]
  - 1 fois NWA International Heavyweight Champion en 1958[23]
  - 1 fois Japanese Heavyweight Champion en 1954[15]

- Mid-Pacific Promotions
  - 3 fois NWA Hawaii Tag Team Champion avec Bobby Bruns (1) en 1953, Azumafuji (1) en 1955 et Kōkichi Endō (1) en 1959[9]

- North American Wrestling Alliance
  - 1 fois WWA World Heavyweight Champion (version Los Angeles) en 1962[24]

- NWA San Francisco
  - 1 fois NWA Pacific Coast Tag Team Champion (version San Francisco) avec Dennis Clary en 1952[25]
  - 1 fois NWA World Tag Team Champion (version San Francisco) avec Kōkichi Endō en 1956[26]

- Membre du Professional Wrestling Hall of Fame and Museum (2006)[27]

- Membre du Wrestling Observer Hall of Fame (1996)[28]